# Flügel (Tasteninstrument)

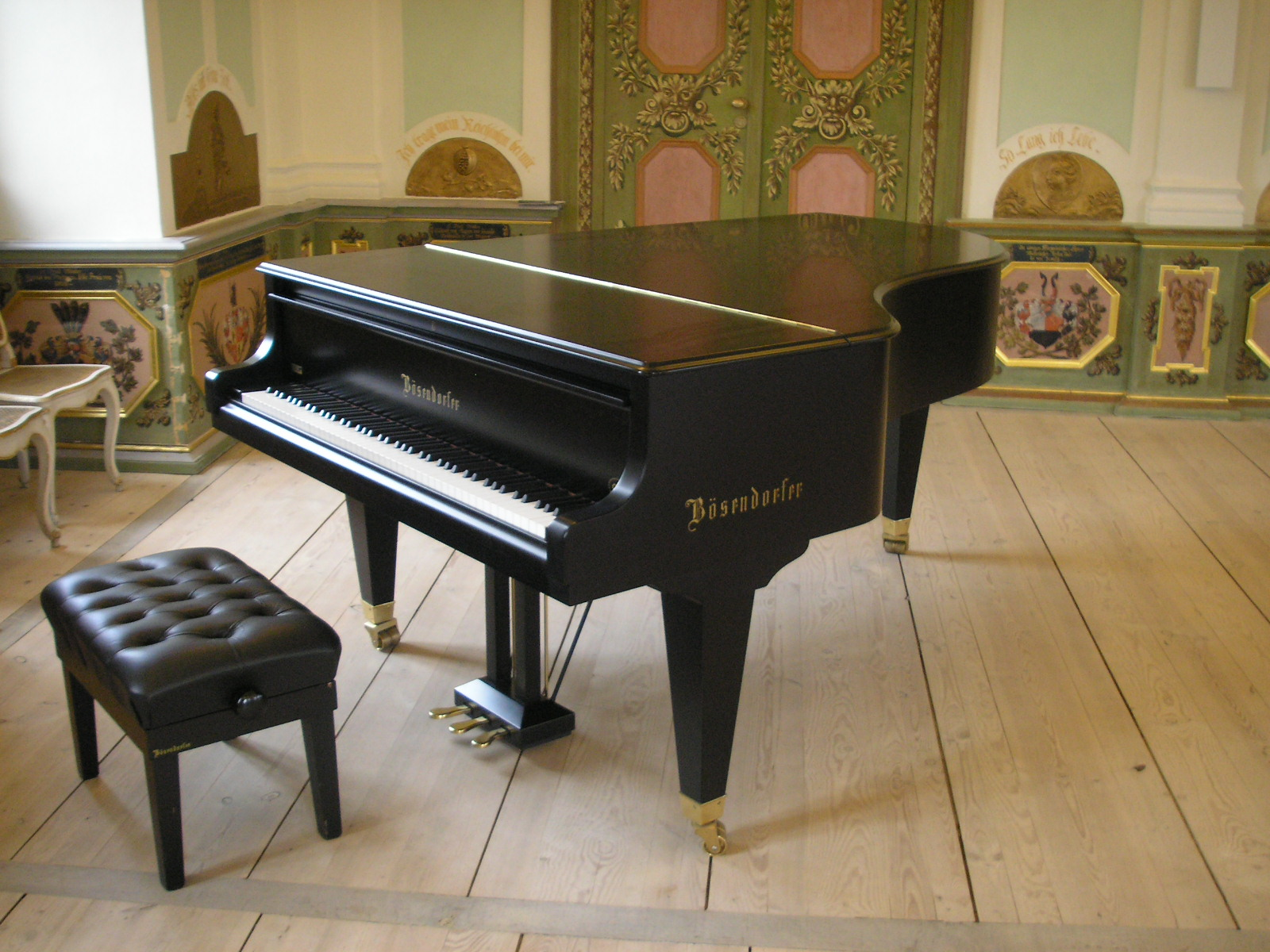
Ein Bösendorfer-Flügel mit geschlossenem Deckel

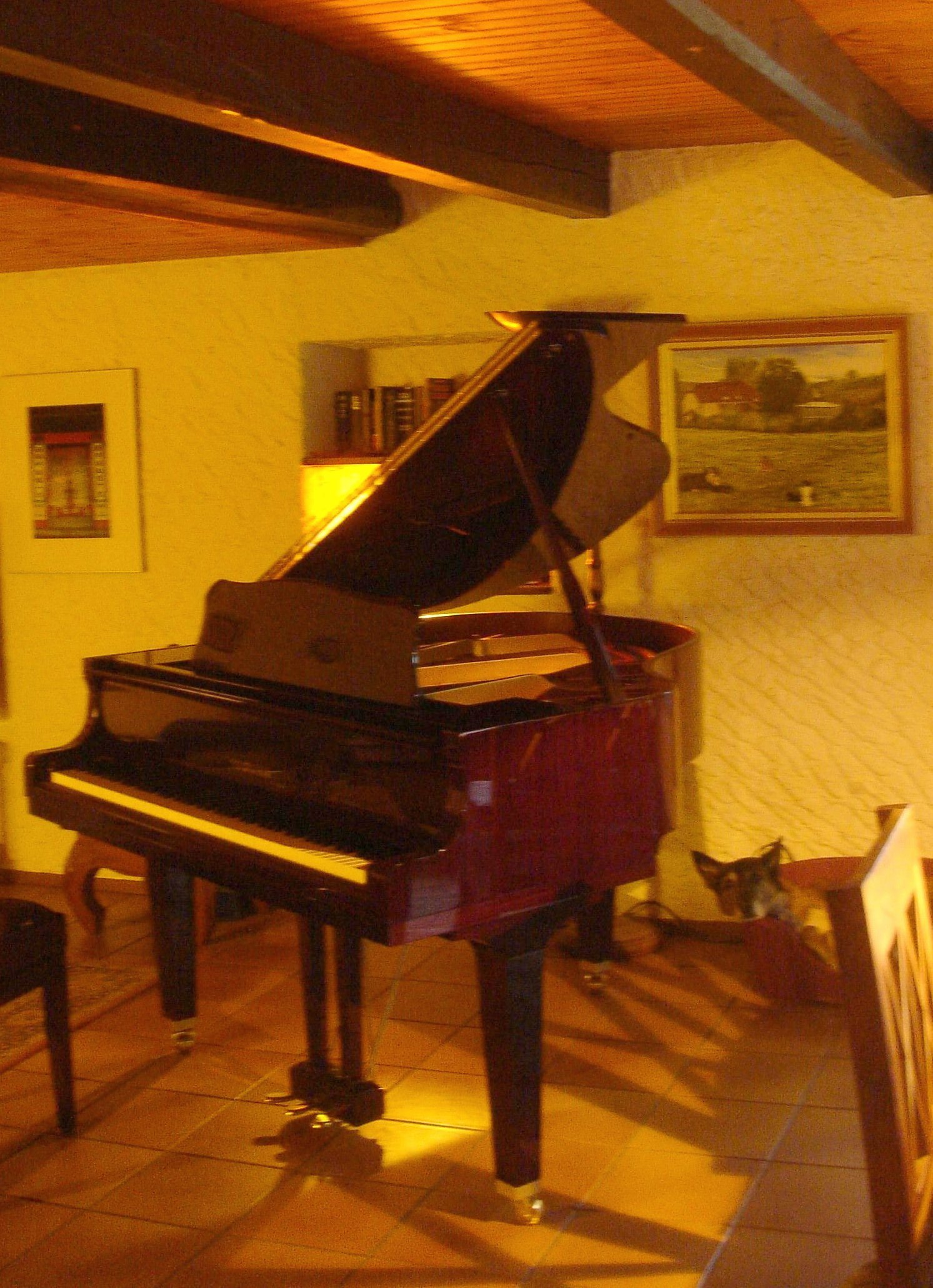
Yamaha „Baby Grand“ GB1K

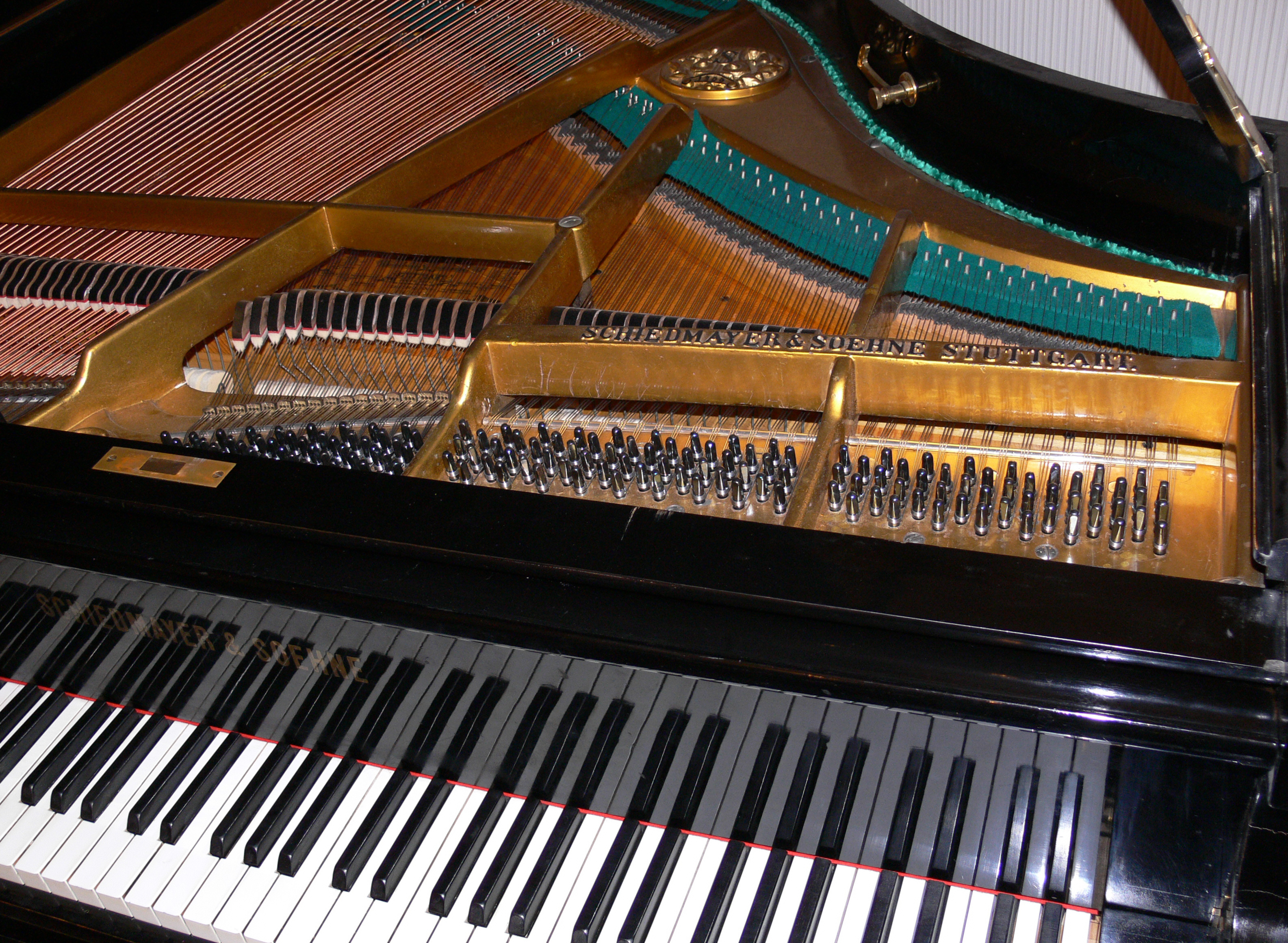
Klaviatur, Rahmen und Saiten eines Schiedmayer-Flügels aus den 1920er Jahren

Der Flügel ist eine Bauform des Klaviers. Sein Korpus besteht u. a. aus dem die Saiten haltenden Rahmen und dem Resonanzboden und liegt waagerecht auf drei Beinen. Er erreicht mit diesen eine Gesamthöhe von rund einem Meter.

## Form
Die geschwungene Korpusform ähnelt dem Flügel eines Vogels oder Engels und gab dieser Klavierform den Namen. Am geraden Korpusende sind Klaviatur, Mechanik und Stimmstock untergebracht. Das Gehäuse ist oben mit einem Deckel abgedeckt, der sich aufklappen lässt, um den Schall auch nach oben austreten zu lassen. Unten ist ein Flügel in der Regel ohnehin offen, mit Ausnahme sehr früher Instrumente des 18. Jahrhunderts. Die Konstruktion, an der die Pedale angebracht sind, heißt „Lyra“, da ihre Form bei älteren Instrumenten dem gleichnamigen griechischen Saiteninstrument nachgebildet ist.
Während die aufrechte Bauform des Klaviers, das Pianino, aus Platz- und Kostengründen vorwiegend in Privathaus und Schule zum Einsatz kommt, ist der bei größeren Längen klangstärkere und generell differenzierter spielbare Flügel das Instrument für den engagierten Amateur sowie für den professionellen und konzertanten Bereich.

## Bezeichnung
Die Flügelform war bereits beim Cembalo die Norm. Die Bezeichnung Flügel war im deutschsprachigen Raum bis etwa 1800 der allgemein übliche, umgangssprachliche Name für das Cembalo, während das noch ganz neue Hammerklavier im 18. Jahrhundert immer als Fortepiano oder Pianoforte bezeichnet wurde. Erst nachdem das Cembalo völlig aus der Mode war, zu Beginn des 19. Jahrhunderts, ging der Begriff Flügel auf das hier besprochene flügelförmige Pianoforte über, wie es noch heute üblich ist. Das Cembalo wird heute gelegentlich Kielflügel genannt (beim Cembalo werden die Saiten mit Kielen gezupft).
Die englische Bezeichnung für Flügel ist grand piano („großes Klavier“) oder kurz grand. Die französische Bezeichnung lautet piano à queue („Klavier mit Schwanz“).

## Bestandteile

### Schematischer Aufbau

| 1 Gussrahmen 2 Vorderdeckel 3 Kapodaster bzw. Druckstab (vordere Saitenbegrenzung) 4 Dämpfer 5 Hinterdeckel | 6 Dämpferarm 7 Teil der Pedalmutation (Wackelbrett) 8 Teil der Pedalmutation (Stößer) 9 Teil der Pedalmutation 10 Pedalstange | 11 Pedal 12 Steg 13 Saitenanhang 14 Gussrahmen 15 Resonanzboden 16 Saite |

### Korpus
Die geschwungene Form des Korpus gibt dem Flügel seinen Namen. Der Korpus ist zusammen mit der Raste das tragende Element aller Bestandteile eines Flügels. Die Außenkontur, der sogenannte „Rim“, entsteht heute nahezu ausschließlich aus miteinander verleimten langen Schichten von Harthölzern, die auf einen Rimbiegeblock aufgespannt werden und darauf bis zum guten Abbinden des Leims getrocknet werden. Bei aufwendigen Instrumenten bestehen die Schichthölzer vorzugsweise aus Ahorn. Diese Herstellungsmethode geht auf eine Erfindung von Theodor Steinweg 1878 zurück. Davor wurden Flügelgehäuse aus Einzelteilen gebaut, deren aufwendigstes die gebogene S-förmige Planke ist. Die größeren Flügel von Bösendorfer werden noch heute so hergestellt.
Die Raste unten im Flügelgehäuse, hergestellt aus großen gehobelten, genuteten, verzapften und befrästen Kanthölzern, hat die Aufgaben,
- an ihm die Beine und die Lyra zu befestigen,
- dem Resonanzboden und dem Gussrahmen die Auflage zu geben und
- die Flügelkontur in Form oder unter Spannung zu halten.
- Bei einigen Herstellern hängt auch das Funktionieren des Resonanzbodens (Wölbung, Überhöhung, auch die Stimmhaltung) an der genauen Formhaltung der Rim-Kontur. Bei anderen Herstellern ist der Resonanzboden in sich tragend gewölbt oder die Rim-Konturierung nachstellbar, z. B. bei Mason & Hamlin.

Ein weiteres Element ist der Klaviaturboden. Er dient der Spielmechanik zur Auflage und ist aus genuteten Hölzern hergestellt. Hinter dem Klaviaturboden schließt sich der Damm an, ein quer im Flügel stehendes Brett, an dem die Dämpfung des Flügels befestigt ist. Der Damm teilt die Spielmechanik von der Klanganlage ab.
Der Deckel des Flügels lässt sich – oft auch mehrstufig – öffnen und bei Bedarf auch abnehmen, je nachdem wie die Abstrahlung des Klanges gewünscht ist. Früher wurden die Gehäuse arbeitsaufwendig mit Schellack politiert. In den USA ist das Lackieren von Flügeln in seidenmatt-schwarzer Ausführung gängig.
Die sichtbaren Teile des Korpus werden bei Fertigungen in Europa oder Asien heute meist mit einer Polyesterschicht versehen, meist glänzend schwarz, seltener weiß oder farbig (oder farblos, wenn das Gehäuse furniert ist). Das Aufbringen des Polyesterlackes in mehreren Schichten, auch „Flügellack“ genannt, und insbesondere das anschließende Schleifen und Polieren des Polyesters ist Spezialistenarbeit: Sie ist wegen der entzündlichen Schleifstäube gefährlich und kann nur in besonders eingerichteten Werkstätten ausgeführt werden.
Nach der Fertigstellung von Rim und Raste (des „Möbels“) wird normalerweise die Klanganlage (Gussrahmen und Resonanzboden) eingebaut. Einige Hersteller (zum Beispiel Grotrian-Steinweg) bauen zuerst Raste und Klanganlage, dann den Rim zum Korpus bzw. das Möbel um die Klanganlage herum.

### Gusseisenplatte

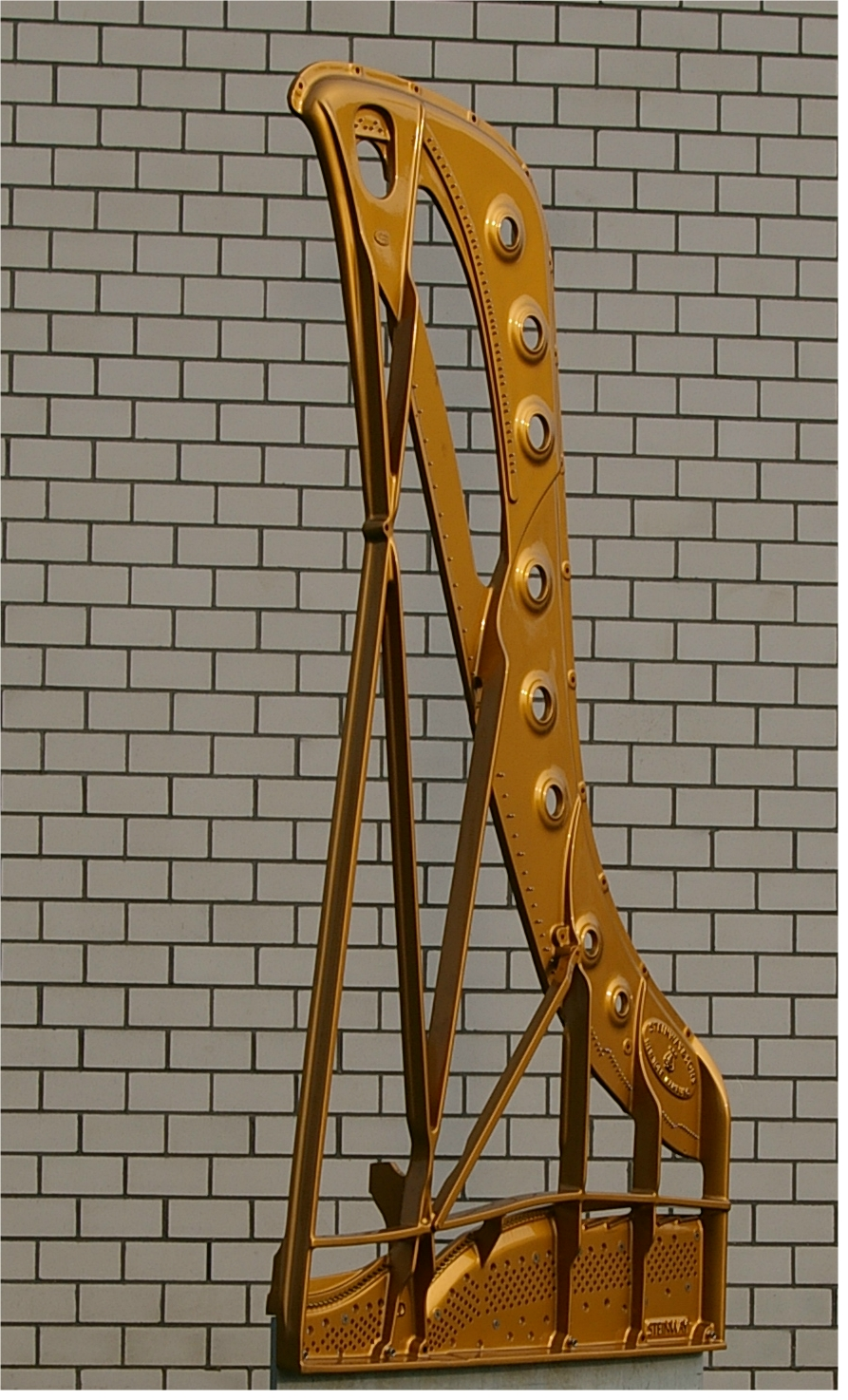
Gussrahmen eines Steinway-Konzertflügels D-274

Die Gusseisenplatte ist das tragende Element im Inneren des Flügels. Sie hält eine durch die Saiten auf ihr lastende Zugkraft von 150.000 bis 250.000 Newton (das entspricht der Gewichtskraft von 15 bis 25 Tonnen). Früher wurde sie ausschließlich in Sandformen gegossen, seit einigen Jahren wird sie auch im Vakuumverfahren hergestellt. Vakuum-geformte Platten weisen teils bessere Oberflächen auf bzw. müssen manuell weniger nachbearbeitet werden, um die gewünschte Platten-Oberflächenqualität zu erzielen. Material der Gussplatten war historisch seit den 1840er Jahren zunächst gewöhnlicher Grauguss gewesen, aber einzelne Hersteller verwenden, teils schon seit Ende des 19. Jahrhunderts, spezielle Guss-Rezepturen, die das Material weit höher druck- und biegebelastbar machen als gewöhnlichen Grauguss.
Vor den Gussplatten wurde historisch zunächst ein reiner Holzrahmen eingesetzt. Mit zunehmenden Zugkräften, dickeren Hämmern und Saiten für immer größere Auditorien kamen Stahlklammern zur Brückung des Hammerschachtes zum Einsatz. Später dann, ab ca. 1820, nahmen Stahlstreben einen Teil der Saitenzugspannungen auf, Streben, die mit dem Stimmstock und der Anhangplatte verschraubt wurden. Dann kamen die einteiligen Vollgussrahmen auf. Die heute gültigen Konstruktionsprinzipien für Flügel-Platten erarbeiteten 1859 Heinrich Steinweg Jr. und 1869 sein Bruder Theodor Steinweg, die Bassüberkreuzung und die Abdeckung des Stimmstocks.
Für den Entwurf neuer Flügel und Rahmen werden heute weitenteils moderne Werkzeuge wie CAD- und Finite Elemente eingesetzt. Fazioli ist ein prominentes Beispiel, auch Firmen in China (Hailun, George Steck) und in Japan (Kawai, die Yamaha Corporation) und andere arbeiten mit moderner Software.

### Resonanzboden

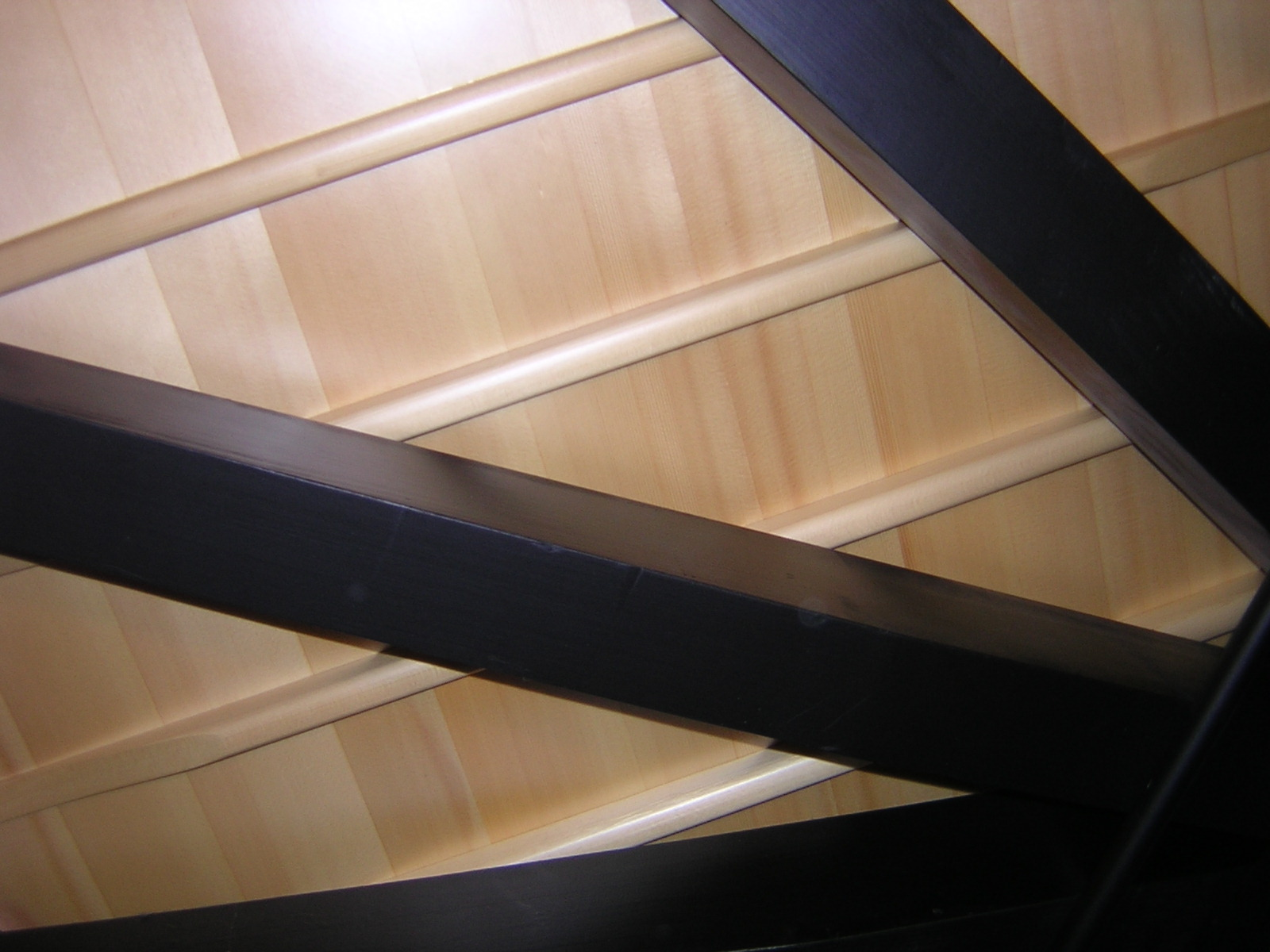
Resonanzboden aus hellem Holz an der Unterseite eines Flügels. Man sieht die Zusammensetzung aus aneinandergeleimten Brettern und die stabilisierenden Rippen, darunter die schwarzen Kanthölzer der tragenden Raste.

Der Resonanzboden, der maßgeblich zur Klangcharakteristik eines Instruments beiträgt, ist unterhalb der Saiten auf dem Resonanzbodenlager gelagert. Er nimmt die vom Steg übertragenen Schwingungen der Saiten auf und gibt sie als Schall an die Umgebung ab.
Er besteht aus Fichtenholz mit etwa zehn Millimetern Stärke und ist nach oben hin gewölbt, einachsig (Zylindergeometrie) oder zweiachsig (Kugelflächenschnitt). Seine Wölbung wird zum einen durch die an der Unterseite angebrachten Resonanzbodenrippen stabilisiert, zum anderen teils über von außen einwirkende Kräfte geformt. Der Klavierbauer misst am Resonanzboden zusätzlich zur Wölbung den sogenannten Stegdruck, die Stegüberhöhung gegen Saitennormallage in Bass, Mittellage und Diskant, die oft zwei Millimeter im Bass bis ca. einen Millimeter im Diskant betragen soll. In den Ecken oder Randbereichen ist heute der Resonanzboden oft herunter bis zu sechs Millimetern dünner geschliffen, um eine bessere Schwingung zu erzielen (Patent von Paul Bilhuber, „Diaphragmatic Soundboard“).
Resonanzböden aus Fichten-Klangholz altern. Steinway und viele US-amerikanische Klavierbauer geben die generelle Nutzungsdauer eines Resonanzbodens heute mit ca. 50 Jahren an und empfehlen dann oft Austausch – europäische Klavierbauer hingegen bevorzugen oft das Wiederinstandsetzen von rissig gewordenen alten Klangböden (Ausspänen, Aufkeilen). Weiter unterliegen Resonanzböden Anforderungen im Betrieb auf Temperaturkonstanz und vor allem Haltung bei relativ gleichmäßiger Luftfeuchtigkeit. Idealerweise sollte ein Resonanzboden bei ca. 50 % relativer Feuchte stehen. Resonanzböden von Flügeln oder Klavieren können in modernen Häusern „kaputtgeheizt“ werden, wenn im Winter nicht beachtet wird, dass die Luftfeuchtigkeit weit unter den zulässigen Bereich sinken kann. Sobald eine Mindest-Luftfeuchte von 40 % nicht gehalten werden kann, ist der Betrieb eines Luftbefeuchters sinnvoll, um den Klangboden zu schützen. Flügel sollten niemals in Kellern oder Garagen gelagert werden; ihre Resonanzböden saugen sich voll Wasser; beim nächsten Beheizen reißen sie dann oftmals. Profis wappnen sich hiergegen beim Gebrauchtkauf mit Holzfeuchte-Messgeräten.
Einzelne Hersteller bieten auch besonders lackierbehandelte Resonanzböden an, deren Stege verschraubt sind, um in tropischen Umgebungen ein Entleimen zu verhindern (Blüthner im Standard, Steinway als Option).
Klangholz, dicht gewachsenes Holz der Rotfichte mit engen, gleichmäßigen Jahresringen, kommt in Europa aus den hohen Lagen der Alpen, oft aus dem Fleimstal oder Val di Fiemme, woher schon die Geigenbauer aus Cremona im 17. Jahrhundert ihr Holz bezogen, aus Tschechien sowie aus Osteuropa. US-amerikanische Anbieter verarbeiten Sitka-Fichte aus Kanada und Alaska, seit die Vorräte an Weißfichten-Klangholz aus den Appalachen in den 1920er Jahren erschöpft sind.
Teils werden heute auch Materialien abseits von Fichten-Klangholz zum Einsatz gebracht, entweder ein Resonanzboden aus einer Glasplatte (eine australische Entwicklung) oder aus kohlenstofffaserverstärktem Kunststoff („Phoenix“-System aus Florida, bei Feurich und Steingraeber in Option). Mit alternativen Resonanzbodenmaterialien geht oft auch eine andere Saitenbefestigung auf den Stegen einher: Klemm-Agraffen anstelle der Saitenführung über Stegstifte.

### Stimmstock
Der Stimmstock befindet sich im vorderen Teil des Korpus, sei es als Einsatz in den Rim, oder aber als unterschraubte Einheit unter dem Rahmen. Er trägt die Stimmwirbel, mit welchen die Saiten gestimmt werden. Der Stimmstock wird aus schichtverleimtem Hartholz (Rotbuche, Ahorn) hergestellt. Bei modernen Flügeln ist der Stimmstock durch die gusseiserne Platte, in diesem Fall oft auch als Panzerplatte bezeichnet, abgedeckt. Dies dient zur verbesserten Haltung der Stimmung. Der Stimmstock ist ein kritisches Bauteil, weil die Haltekräfte bzw. das Losbrech-Drehmoment der Stimmnägel sehr hoch sein muss. Versagen die Stimmnägel-Klemm-Momente im Stimmstock, so bewirkt dies eine mangelhafte Stimmhaltung bis hin zum Versagen des Instrumentes und erfordert eine aufwendige Reparatur zum Ersetzen des Stimmstocks. Je nach Bauweise eines Flügels sind hierfür nicht nur die Saiten zu entspannen, sondern auch mitunter der Rahmen auszubauen.

### Klaviatur

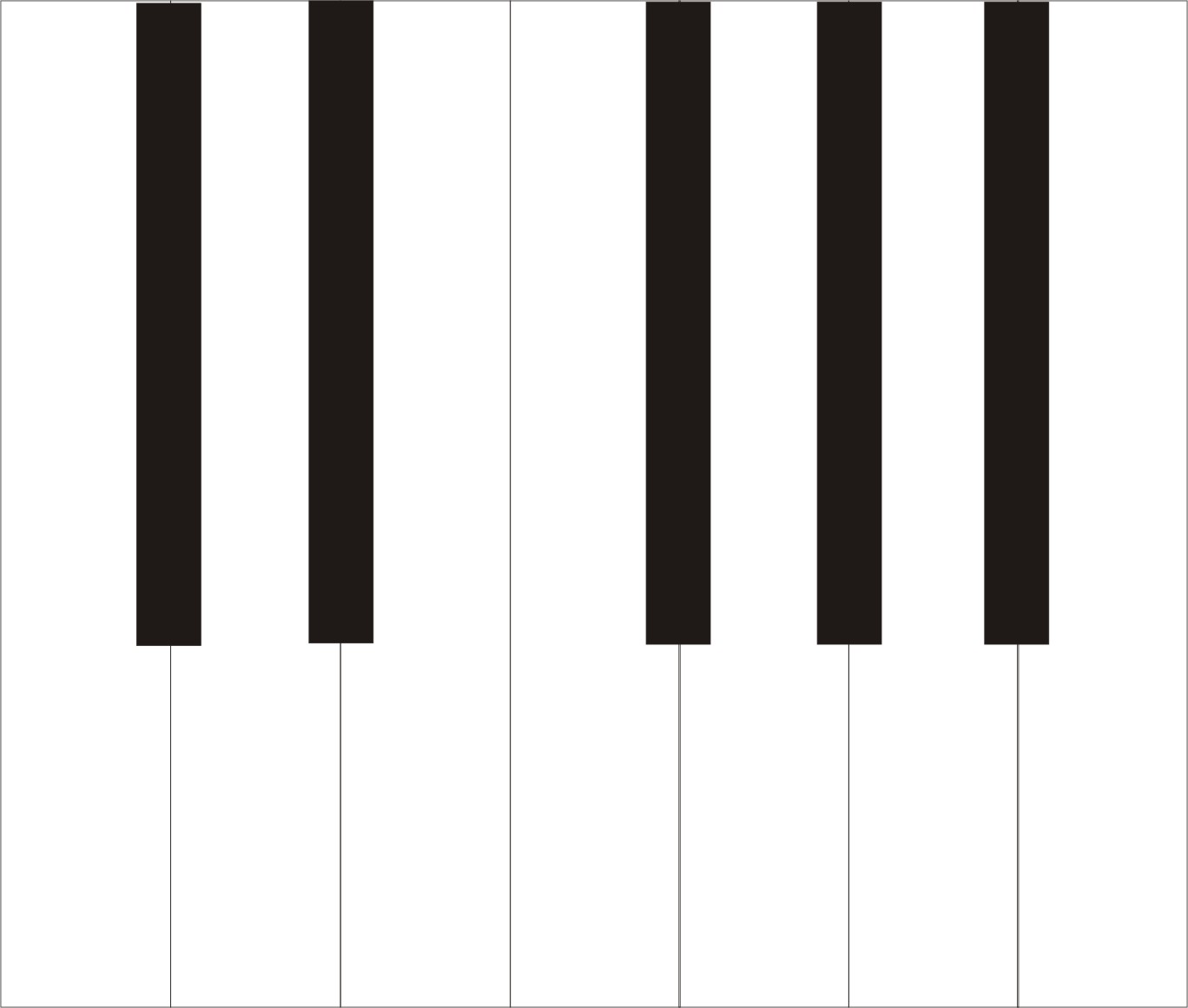
Schematische Darstellung einer Oktave der Klaviatur

Pro Oktave gibt es sieben meist weiße Vorder- oder Untertasten und zusätzlich fünf kürzere, meist schwarze Hinter- oder Obertasten. Die Untertasten erzeugen die Stammtöne C–D–E–F–G–A–H. Die Obertasten ergänzen die Halbtonschritte zwischen denjenigen Stammtönen, die einen Ganzton auseinanderliegen. Da die Stammtonpaare E/F und H/C bereits Halbtonschritte sind, liegen zwischen diesen keine Obertasten.
Nur die mittlere der drei benachbarten Obertasten liegt tatsächlich mittig auf der Lücke zwischen den Untertasten. Die übrigen Obertasten sind leicht auswärts versetzt, um die Spielbarkeit der Untertaste zwischen den Obertasten zu vereinfachen.
Die Untertasten sind auf älteren Instrumenten mit Elfenbein, auf aktuellen mit Kunststoff belegt; die Obertasten bestehen bei qualitativ hochwertigeren Modellen aus Ebenholz. Moderne Flügel haben meist 88 Tasten; dann heißt der tiefste Ton Subkontra-A, der höchste c5, der Umfang beträgt 7 1⁄4 Oktaven. Stuart & Sons in Australien baut Flügel mit 108 Tasten (9 Oktaven).
Im internationalen Handel mit Flügeln kommt es oft zu Problemen wegen des zum großen Teil verwendeten Elfenbeins bei den Tastenauflagen. Länder wie die USA und Japan haben strikte Gesetzesvorschriften, keine Flügel ins Land zu lassen, bei denen Elfenbein verbaut ist, wenn nicht per CITES-Gutachten nachgewiesen wird, dass das Material (oder ein Flügel) vor den 1980er Jahren hergestellt wurde. Diese Regularien werden scharf durchgesetzt: Flügeln wird von den Zolloffizieren das Elfenbein beim Import abgerissen; der Eigentümer erhält für diese Art „Dienstleistung“ eine Rechnung. Eine Alternative zu den heute mit vermahlener Keramik versetzten Spezialkunststoffen sind noch Beläge aus Knochen oder aus Mammut-Elfenbein. Auch ist aus CITES-gesicherten Beständen in Deutschland wieder ein Neukauf von Elfenbeinklaviaturen machbar; der Aufpreis eines Steinway-Flügels mit Elfenbein liegt bei ca. 3000 Euro (Stand 2011).

### Spielwerk
Das Spielwerk (die Flügelmechanik) überträgt die Kraft der Tasten auf die Hämmer, die die Saiten anschlagen. Die Hämmer bestehen aus einem Holzkern und einer unter Spannung darauf angebrachten verpressten Filztafel aus langfaserigen Wollfäden; sie schlagen die Saiten von unten an. Die Dämpfer werden kurz vor dem Anschlag von den Saiten gehoben. Nach dem Loslassen der Tasten kehren sie in die Ausgangsposition zurück und dämpfen dabei den Ton ab. Die Teile der Flügelmechanik werden aus Weißbuche, Ahorn, Birke, Schichtholz und teilweise auch aus Kunststoff gefertigt.
Um 1700 ersetzte Bartolomeo Cristofori erstmals die Zupfmechanik eines Cembalos durch eine Hammermechanik, wodurch man stufenlos leise (piano) bis laut (forte) spielen konnte. Das Pianoforte war damit erfunden. 1825 konstruierte Sébastien Érard die sogenannte Repetitionsmechanik, die Tonwiederholungen mit minimaler Tastenbewegung ermöglichte. Repetitionsmechaniken werden bis heute fast nur in Flügeln, selten in Pianinos eingebaut. Seither hat es nur noch punktuelle Verbesserungen der Flügelmechanik gegeben.
Die Tasten bestehen aus einer Buchenholz-Platte, heute oft mit CNC-Fräsmaschine für die Lagerung auf Stahl-Stiften mit Filz-ausgekleideten Taschen („Garnierungen“) bearbeitet und anschließend an einer Bandsäge auf Einzeltasten geteilt. Unter den Tasten dient ein Klaviaturrahmen der Lagerung der Tasten und der darüber aufgebauten Mechanik. Der Klaviaturrahmen ist auf dem Klaviaturboden des Flügels seitenverschieblich für die Una-Chorda-Funktion (siehe unten). So kann die gesamte Spielmechanik bei Flügeln nach Abnahme des Tastendeckels und Entfernen der seitlichen Holzklötze („Bäckchen“) mit wenigen Handgriffen entnommen werden. Eine Flügelspielmechanik besteht aus ca. 11.000 Einzelteilen.
Theodore Steinway erfand 1870 das für Steinway patentierte Tubengestell für die Lagerung aller Mechanik-Teile oberhalb der Tasten. In Messingrohren verpresst sind Hölzer, die weiter ein Einschrauben der Hammernüsse und Repetitionsnüsse in Holz erlauben, bei (im Vergleich damaliger Mechaniken) gesteigerter Stabilität. Die Messingrohre sind an Gestellböckchen verlötet. Durch Vergrößerung der Holzprofile und seit den 1960er Jahren durch die Arbeiten japanischer Flügelfabrikanten mit Aluminium-Profilen sind heute jedoch vergleichbare und teils bessere Stabilitäten zu haben.
Seit den 1960er Jahren gab es umfangreiche Versuche, neuere Materialien anstelle Holz für die Repetitionen oder Hebeglieder oder als Bestandteile in ihnen zu verwenden. Steinway (USA) lagerte von 1962 bis 1982 Hammer- und Repetitionsachsen in Teflon-Buchsen statt in Filz. Diese Änderung wurde allerdings nach 20 Jahren wieder aufgegeben: die unterschiedlichen Ausdehnungen der Holzbestandteile und des Teflon führten in Übergangs-Jahreszeiten teils zu nicht beherrschbaren, leisen Klickgeräuschen.
Seit den 1980er Jahren entwickelt Kawai seine Flügelmechaniken mit Anteilen von Kunststoffen, teils faserverstärkt, aufgehängt an Aluminiumschienen. Das heutige System der „millennium action“ und auch das konkurrierende Produkt von Yamaha können als im Markt etabliert und zuverlässig angesehen werden. Europäische Anbieter setzen weiterhin noch auf filzgelagerte Holz-Komponenten.
Neueste Entwicklung der Klaviaturmechanik sind Repetitionen und Hammerstiele aus Kunststoff, der mit Kohlenstofffasern verstärkt ist. Diese Spielmechanik wird von Wessell, Nickel & Gross aus den USA und Parsons Music Ltd. aus China für Flügel und Klaviere angeboten.

### Saiten
Ein Flügel hat etwa 230 Stahlsaiten. In Diskant und Mittellage finden sich jeweils drei Saiten pro Ton (Saitenchor). Im Bassbereich gibt es eine, zwei oder auch drei mit Kupferdraht (früher auch Messing- und Eisendraht) umsponnene Saiten pro Ton. Die Berechnung der Saitenmensur (Länge der Saiten, Stärke, prozentuale Auslastung, Spannung, …) ist eine wesentliche, für die Klangcharakteristik des Instrumentes (z. B. die Inharmonizität) entscheidende Arbeit bei der Konstruktion eines Flügels. Lange Saiten sind von Vorteil für Volumen und Klangreinheit, vor allem im Bass. Je mehr Masse hingegen auf immer kürzere Saiten aufgewickelt wird, umso unreiner wird der Klang. Kurze Flügel unter 180 cm sind deshalb klanglich benachteiligt.

### Lyra und Pedale

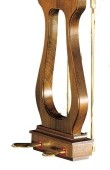
Lyra mit Pedalen

Das Bauteil, an dem die Pedale angebracht sind, heißt im Fachgebrauch „Lyra“, da seine Form bei älteren Instrumenten zunächst dem gleichnamigen griechischen Saiteninstrument nachgebildet war. Pedalbetätigung beeinflusst den Klang:
- Mit dem rechten Pedal werden sämtliche Dämpfer von den Saiten abgehoben, so dass jeder Ton nach dem Anschlagen und Loslassen einer Taste weiterklingt. Außerdem schwingen die nun ungedämpften Saiten anderer Töne mit, was dem Klavier einen volleren, rauschenden, aber auch verschwommenen Klang gibt.
- Das mittlere Pedal (auch „Sostenuto-“ oder „Tonhaltepedal“) wurde in Frankreich entwickelt (Jean Louis Boisselot 1844, Claude Montal 1862)[4] und in den USA patentiert (Albert Steinway 1874).[5] Heute wird es von nahezu allen Flügelherstellern zumindest als Option angeboten. Es dient dem Halten einzelner Töne oder Klänge. Seine Betätigung hindert die bereits gehobenen Dämpfer daran, wieder zurückzufallen. Die obenstehenden Dämpfer werden also oben gehalten mit dem Sostenuto-Pedal. Alle anderen Dämpfer dagegen reagieren weiterhin auf das Spielen und Loslassen der Tasten. In einigen Klavierwerken des 20. und 21. Jahrhunderts ist der Gebrauch des Tonhaltepedals vorgeschrieben.
- Die Betätigung des linken Pedals („Verschiebungspedal“) verschiebt die gesamte Klaviaturmechanik nach rechts, wodurch die Hämmer nicht mehr alle drei Saiten eines Saitenchors treffen, daher auch die Bezeichnung una corda („eine Saite“). Exakter: Es wird eine Saite weniger angeschlagen – mit Ausnahme der tiefsten Basstöne, die ohnehin nur eine Saite haben. Zudem treffen bei der Verschiebung andere Stellen des Hammerfilzes auf die Saiten. Diese Stellen am Hammerkopf werden bei manchen Herstellern speziell „intoniert“, also vom Fachmann (Intoneur) z. B. mit Intoniernadeln aufgelockert und weicher gemacht. Die Verschiebung mit dem linken Pedal bewirkt dann eine veränderte Klangfarbe und eine etwas geringere Lautstärke.
- Der Hersteller Fazioli bietet für sein Modell 308 ein viertes Pedal an, das wie das Piano-Pedal beim Klavier die Hämmer näher an die Saiten führt und so das Piano-Spiel erleichtert, ohne wie das linke Pedal anderer Flügel die Klangfarbe zu verändern.
- Steingraeber bietet optional ein linkes Pedal an, das kombiniert wirkt: Zuerst leitet es die Una-Chorda-Verschiebung ein, dann hebt es zur Erleichterung der Piano-Spielkontrolle die Hämmer näher an die Saiten.
- Das Pédale Harmonique, welches es zum Beispiel beim Hersteller Feurich als viertes Pedal serienmäßig auf allen Flügelmodellen gibt, vereint die Möglichkeiten von drei Pedalen in einem einzigen:
  - das traditionelle Fortepedal
  - die „Oberton-Resonanz“ – der spezielle Klang des Pédale Harmonique
  - das Sostenuto- oder Tonhaltepedal

Bei ganz heruntergedrücktem Pedal verhält sich die Dämpfung so wie beim traditionellen Fortepedal; bei halb gedrücktem Pedal fallen nur die Dämpfer der gespielten und danach ausgelassenen Tasten der Reihe nach auf die Saiten. Alle anderen Saiten bleiben frei; die Obertöne der Töne oder Akkorde klingen weiter.

## Baugrößen und Gewichte

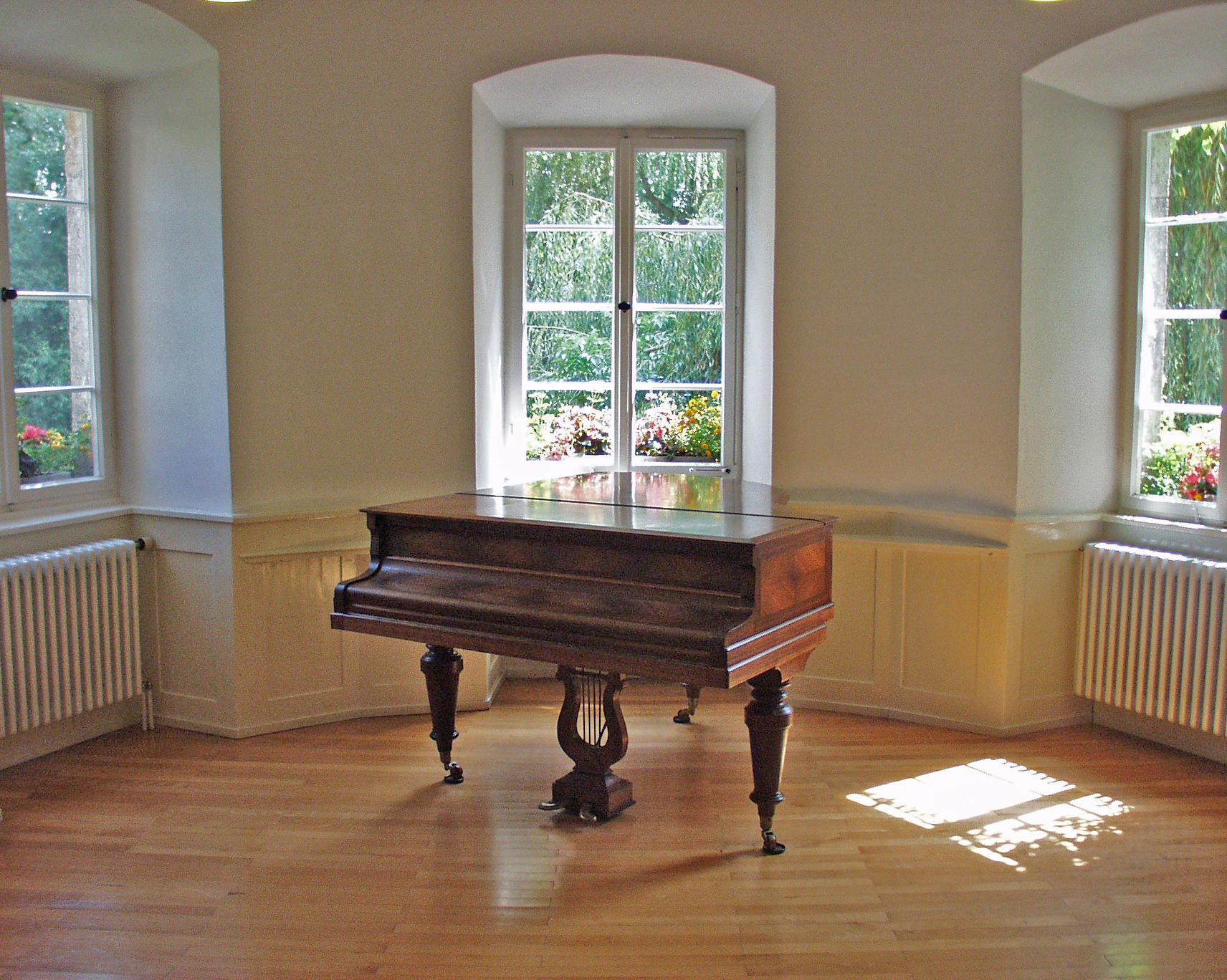
Bechstein-Salonflügel von 1893

Flügel werden in vielen verschiedenen Größen gebaut. Eine nicht normierte Einteilung lautet:
- Stutz- oder Mignonflügel (Länge ca. 140 cm bis 180 cm, Gewicht ca. 280–350 kg)
- Salon-, Konservatorien- oder Studioflügel (ca. 180 cm bis 210 cm, ca. 320–450 kg)
- Halbkonzertflügel (ca. 210 cm bis 240 cm, ca. 400–500 kg)
- Konzertflügel (ca. 240 cm bis 308 cm, ca. 480–700 kg)

Die Breite heutiger Flügel beträgt generell etwa 150 bis 158 cm, Ausnahmen sind Instrumente mit erweitertem Tonumfang. Historische Flügel können bei verringertem Tonumfang auch um einiges schlanker sein. 
Der längste Serienflügel ist mit 308 cm der Fazioli F-308. Mit den hohen Saitenspannungen zum Konzertbetrieb (um mit einem Orchester mitspielen zu können) liegt eine maximale Belastbarkeit der Saitenkerne aus hochfestem Sonderstahl an; somit hat die Länge jeweils eine technisch-physikalische Grenze.
Historisch wurden bei Erard Konzertflügel von 300 cm gebaut, auch von August Förster sind bis zu den 1930er Jahren vierfach besaitete Drei-Meter-Flügel bekannt. Es gibt eine aktuelle Konstruktion des kalifornischen Klavierbauers Rubenstein, den R-371, dessen klangliche Auslegung aber nicht für Konzertzwecke vorgesehen ist, sondern sich auf den besonders runden Ton infolge langer Basssaiten bezieht (Inharmonizität). Der Flügel wird in Einzelbestellung gefertigt. 
Auch aus dem Burgund nahe Paris sind heute Drei-Meter-Flügel zu beziehen, die der Amerikaner Stephen Paulello herstellt, sowohl in bass-überkreuzter als auch wahlweise in Parallelsaiten-Auslegung. 
Ein neuseeländischer Schüler baute sich als 16-jähriger einen Flügel von mehr als fünfeinhalb Metern, der als der längste funktionierende Flügel gilt. Mittlerweile liegen für das „Alexander-Piano“ zwei Bestellungen vor; die Nr. 2 ist im Bau (Stand 2025).
Im Stadtmuseum von Seesen am Harz, Heimat der deutsch-amerikanischen Auswandererfamilie Steinweg/Steinway, gibt es im Elisabeth-Saal eine Zehn-Meter-Bass-Saite mit Hammer und Taste sowie Holzplanke zur Tonabstrahlung als Einzelton.
In Stückzahlen allerdings gilt der Bösendorfer Imperial mit 290 cm als der längste Serien-Konzertflügel. Er ist zudem mit mehr Tasten ausgestattet, statt 88 Tönen finden sich herab in den Bass bis zum C2, ca. 16 Hz, an die Grenze des menschlichen Gehörs reichend, 97 Töne, die tieferen allesamt mit schwarzen Tasten.
Der australische Klavierbauer Wayne Stuart baute einen Konzertflügel mit 108 Tasten und vollen neun Oktaven - beginnend mit den tiefsten Basstönen wie der Bösendorfer Imperial, jedoch mit noch einer Oktave mehr im Diskant, was dort winzig kurze Saiten bedingt, die mit kleinsten Hämmern angeschlagen werden.
Weltweit häufigst eingesetzter Konzertflügel ist jedoch mit über 15.000 Exemplaren der Typ Steinway D-274, der seit seinen initialen Werkstücken von 1884 über den Vorzug verfügt, mit zunächst nur 475, später um die 500 Kilogramm der leichteste Konzertflügel, mit entsprechenden Vorteilen der Handhabung im Bühnengeschehen zu sein - dies unter Beibehalt der Klangqualität, die mit dem Vorgänger „Centennial D“ von 1875 erzielt wurde, technischer „Urgroßvater“ aller heutigen Konzertflügel, womit der Wettbewerb auf der Weltausstellung in Philadelphia 1876 gewonnen wurde. Dessen Gewicht von über 650 Kilogramm beinhaltet das schwerste Serien-Einzelteil der Klavierbaugeschichte, die in der Steinway-eigenen Gießerei in Queens gegossene Platte von über 300 Kilogramm.

### Stutzflügel
Die Bezeichnung „Stutzflügel“ für einen kurzen Flügel stammt aus dem 19. Jahrhundert, als das Musizieren zunehmend auch im Bürgertum üblich wurde und ein großer Bedarf an Instrumenten bestand. In den Schlössern der Adeligen war genug Platz für bis zu 3 m lange Hammerflügel, in den kleineren Wohnräumen der Bürger nicht. So wurden alte lange Instrumente kurzerhand gekürzt – „gestutzt“. Der erste Stutzflügel nach heutigem Größenverständnis als Neukonstruktion, d. h. ohne einen längeren Flügel zu stutzen, wurde von der Ernst Kaps Klavierfabrik AG im Jahr 1865 gebaut.
Mit der Verkürzung wird eine Änderung der Besaitung in der unteren Mittellage und im Bass notwendig, die dazu führt, dass sich ein wesentlicher Anteil des Klangs nachteilig verändert. Stutzflügel können im Klangvolumen von größeren Klavieren (Hochklavieren) leicht übertroffen werden, da deren Resonanzböden größer sind. Um klanglich Vorteile gegenüber guten Klavieren zu haben, sollten Flügellängen von 170 cm möglichst nicht unterschritten werden. Bei kurzen Flügeln werden die Kompromisse im Bass zu groß: Die Inharmonizität steigt an, der Bassklang wird bei kürzeren Saitenlängen nicht mehr rund.
Verglichen mit dem Hochklavier (Pianino) unterscheiden sich Flügel kürzerer Bauart jedoch immer noch in der Mechanik, der Form des Resonanzbodens und in der Klangabstrahlung. Stutzflügel behalten den Vorteil ihrer flügelgemäßen feineren Spielart, die in aller Regel von Hochklavieren nicht erreicht werden kann. Außerdem kann der Pianist über einen Stutzflügel hinweg in den Raum blicken, während er am Hochklavier den schrankförmigen Korpus vor sich sieht.
Stutzflügel werden heute in der Regel mit Längen um 150 cm gebaut. Vereinzelt findet man noch kürzere Exemplare, deren im Bass schräg- bis quergedrehte Saitenanlage sich bei Längen bis herunter zu 128 cm immer mehr den Eigenschaften der Tafelklaviere annähert, die wegen ihrer konstruktiven und klanglichen Nachteile bereits Mitte bis Ende des 19. Jahrhunderts aufgegeben wurden.

### Konzertflügel
Ein typischer Konzertflügel ist etwa 270 bis 285 cm lang – der Steinway D etwa misst 274 cm. Vereinzelt sind Konzertflügel noch etwas größer, 290 beim Bösendorfer „Imperial“ oder 308 cm bei dem Fazioli F308. Jedoch ist angesichts der hohen Spannungen der Stahlsaiten bei ca. drei Metern eine technische Grenze der heute verfügbaren Materialien erreicht.
Noch längere Flügel, die in Einzelstücken oder auf besondere Bestellung gebaut wurden (Rubenstein 375, Kalifornien, USA), weisen konstruktiv keine solch hohen Spannungen auf und sind deshalb auch nicht geeignet, große Konzertsäle wie die Carnegie Hall ausreichend zu beschallen; ihre „Mensur“, die Auslegung der Saiten- und Klanganlage, ist für den heutigen Konzertbetrieb mangels Klangprojektion, ausreichender Lautstärke und Durchschlagskraft weniger geeignet. Ihr Vorteil ist die infolge der größeren Saitenlängen niedrigere Inharmonizität; im Ergebnis entsteht ein sanfter und runder Klang.
Das typische Gewicht von Konzertflügeln liegt bei ca. 550 bis 600 kg. Der Steinway D-274, häufigst anzutreffender Bühnenflügel, ist der leichteste der heutigen „Konzerter“ und wiegt nur ca. 480 kg. Sehr große Flügel wie der Bösendorfer Imperial 290 können auch weit mehr als 600 kg wiegen. Von den historisch schwersten Steinway-Serienbauten, den „Centennial D“ um 1880, den Vorgängern der heutigen D-274, sind Gewichte von knapp 700 kg überliefert. In gleicher Gewichtsklasse tritt mit 690 kg der längste Serien-Konzertflügel an, der Fazioli F-308. Für das Aufstellen solch schwerer Flügel auf anderen als Betonböden ist das Hinzuziehen eines Statikers ratsam.
Konzertflügel können in der Serienauslegung sehr laut werden; sie müssen sich in Klavierkonzerten in sehr großen Sälen gegen ein Orchester behaupten können. Immerhin wurde die heutige Standardgröße zum Ende des 19. Jahrhunderts zum Beschallen von Hallen der Größe einer Carnegie Hall ausgelegt, die ca. 3000 Zuhörer fasst. Heute werden auch in noch größeren Sälen (Royal Albert Hall in London mit 8000 Zuhörern) Klavierkonzerte ohne elektronische Verstärkung gegeben.
Für das private Wohnumfeld sind Konzertflügel in ihrer Normaleinstellung aufgrund ihrer maximalen Lautstärke oftmals weniger geeignet. Sie lassen sich jedoch sowohl durch eine sanftere Intonation als auch durch Veränderungen ihrer Mechaniken (leichtere Hammerköpfe, Hebelverhältnisse, z. B. andere Pilotenschraubenposition) so modifizieren, dass die Lautstärke auch in Wohnzimmern unterhalb von 100 Quadratmetern unproblematisch wird. Einige Konzertflügel werden in privaten Umgebungen gespielt, zum Beispiel wenn ein Konzertpianist daheim in Verhältnissen üben will, die der Bühnensituation gleichen. Andere ambitionierte Klavierspieler bevorzugen zu Hause in der Regel eher Halbkonzertflügel mit ca. 210 bis 220 cm Länge.

## Sonderformen

### Pedalflügel

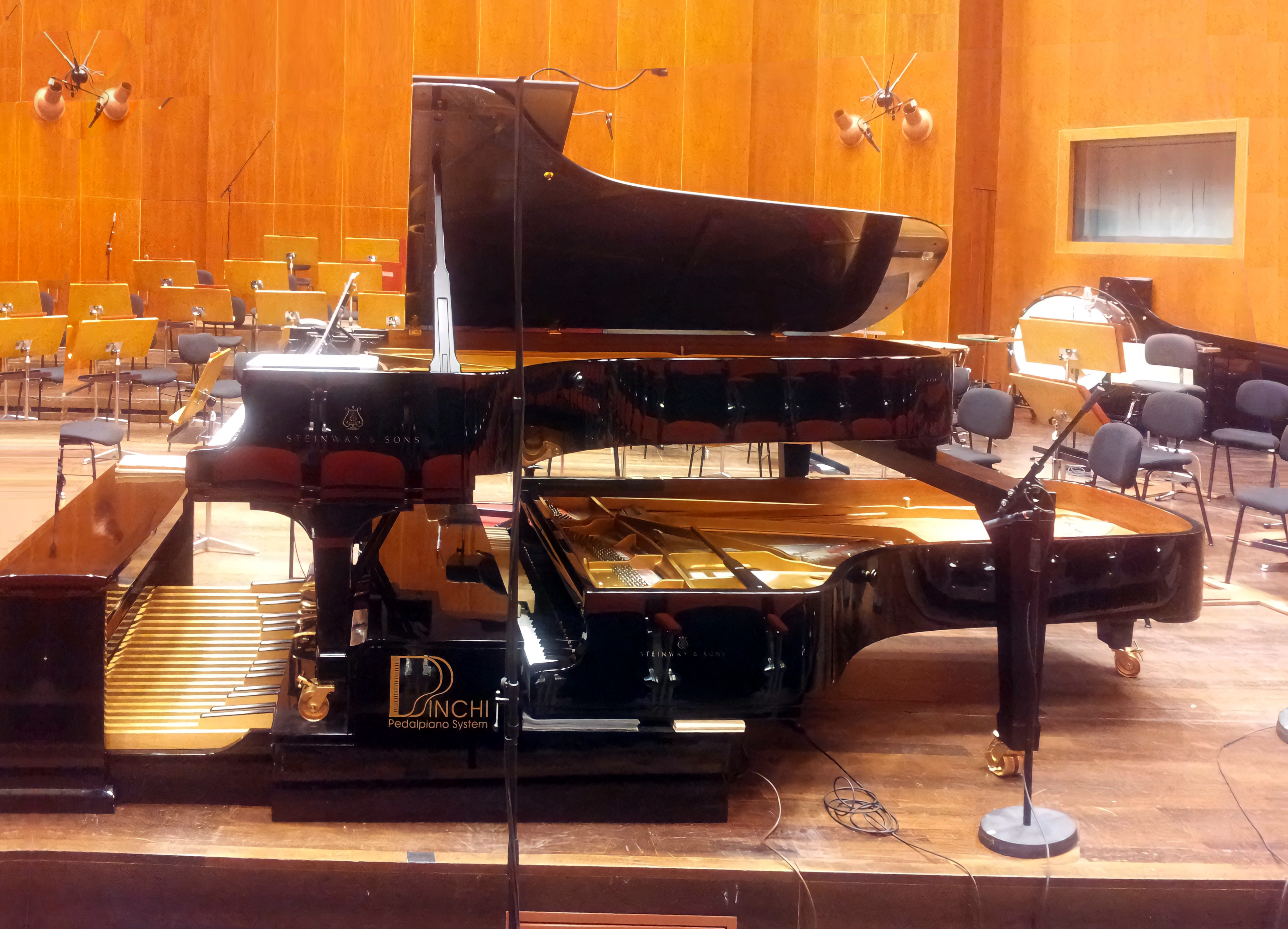
Pedalsystem mit zwei Steinways

Eine weitere Sonderform ist der Pedalflügel, der eine zusätzliche Pedalklaviatur besitzt ähnlich einer Kirchenorgel. Diese Instrumente dienten, wie auch die mit zusätzlicher Pedalerie ausgestatteten Cembali, vor allem zum Einüben von Orgelmusik, ohne dass der Spieler dafür eine Kirche aufzusuchen brauchte und auf die Hilfe von Kalkanten angewiesen war. Mehrere Komponisten wie beispielsweise Robert Schumann schrieben jedoch auch Werke speziell für Pedalflügel. Pedalflügel bestehen entweder aus zwei aufeinandergestellten selbständigen Instrumenten, oder die vom Pedal bespielten Saiten werden unter dem eigentlichen Klavierkorpus angebracht. Auch gibt es Modelle, bei denen die Pedale mit der normalen Mechanik des Oberteils verbunden sind und somit dieselben Saiten erklingen.

### Glockenflügel
Eine Sonderbauform des Stutzflügels ist der selten zu findende Glockenflügel. Seinen Namen hat er von der markanten symmetrischen Außenkontur einer Glocke: Die Basssaiten verlaufen schräg zur Mitte. Deren Rundung entspricht der „Glockenaufhängung“. Seine Saitenanlage ermöglicht eine spiegelsymmetrische doppelte Rundung des Gehäuses an beiden Wandungen, Bass und Diskant. Glockenflügel lassen sich darum gut in Raumecken platzieren. Klanglich unterliegt der Glockenflügel den gleichen Einschränkungen wie ein asymmetrischer Stutzflügel. In der symmetrischen Anordnung des Glockenflügels gab es sogar Konzertflügel (Blüthner, 19. Jahrhundert).

### Duplex-Flügel

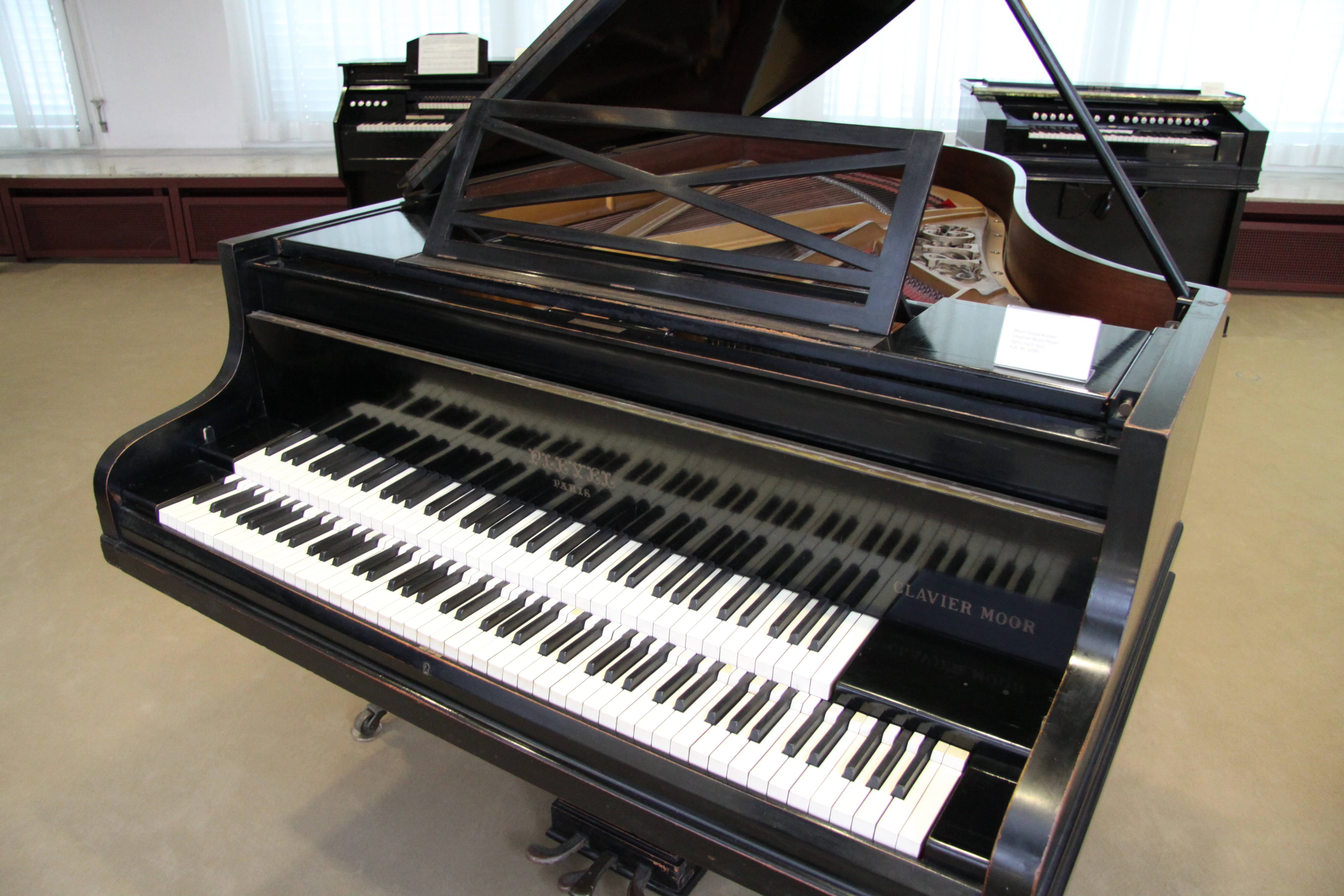
Duplex-Flügel (1927)

Der ungarische Pianist und Komponist Emánuel Moór (1863–1931) entwickelte das Duplex-Coupler Grand Pianoforte. Bei dem Doppelklavier können zwei übereinander liegende Manuale gekoppelt werden.

### Luthéal
George Cloetens entwickelte einen Luthéal genannten Aufsatz für den Flügel, der zwei andere Klangfarben ermöglicht. Maurice Ravel verwendete diesen in zwei Kompositionen.

## Bekannte Hersteller
Bekannte Flügelhersteller (in alphabetischer Reihenfolge): Baldwin, Bechstein, Blüthner, Bösendorfer, Borgato (Pedalflügel), Broadwood, Collard & Collard, Erard, Estonia, Fazioli, Feurich, August Förster, Gaveau, Grotrian-Steinweg, Ibach, Kaps, Kawai, Carl Mand, Mangeot, Mason & Hamlin, Pearl River, Petrof, Pfeiffer, Pleyel, Sauter, Schiedmayer, Schimmel, Seiler, Steingraeber, Steinway & Sons, Ferdinand Thürmer (Bochum), Yamaha, Young Chang.

## Siehe auch

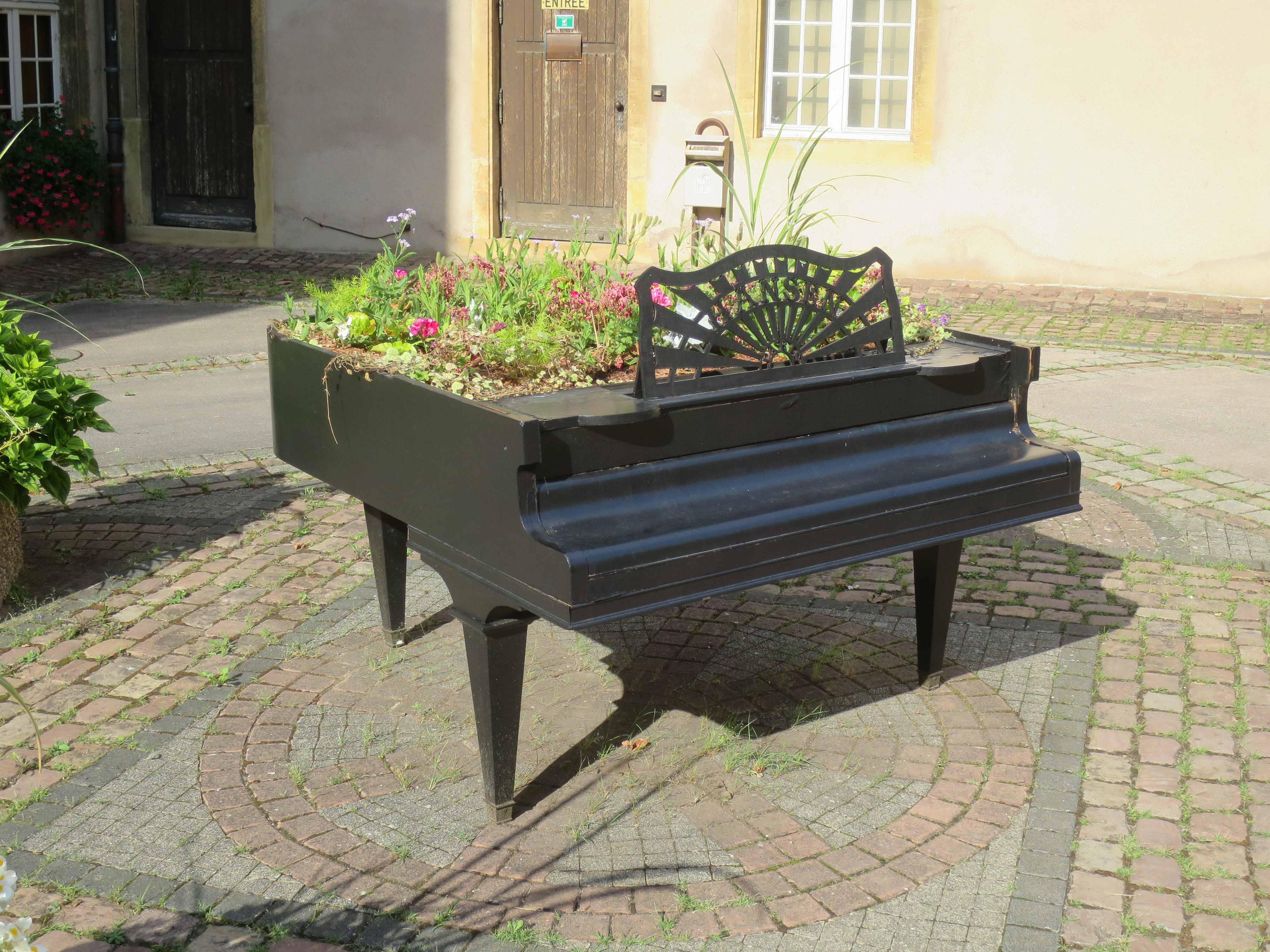
Alternative Verwendung für Geräuschempfindliche